# Gwa
Gwa är en kommun i Myanmar.   Den ligger i regionen Rakhinestaten, i den sydvästra delen av landet, 270 km sydväst om huvudstaden Naypyidaw. Antalet invånare är 62 071.